# Нидеркумбд
Нидеркумбд (нем. Niederkumbd) — община в Германии, в земле Рейнланд-Пфальц. 
Входит в состав района Рейн-Хунсрюк. Подчиняется управлению Зиммерн.  Население составляет 313 человек (на 31 декабря 2010 года). Занимает площадь 2,27 км².

## Фотографии

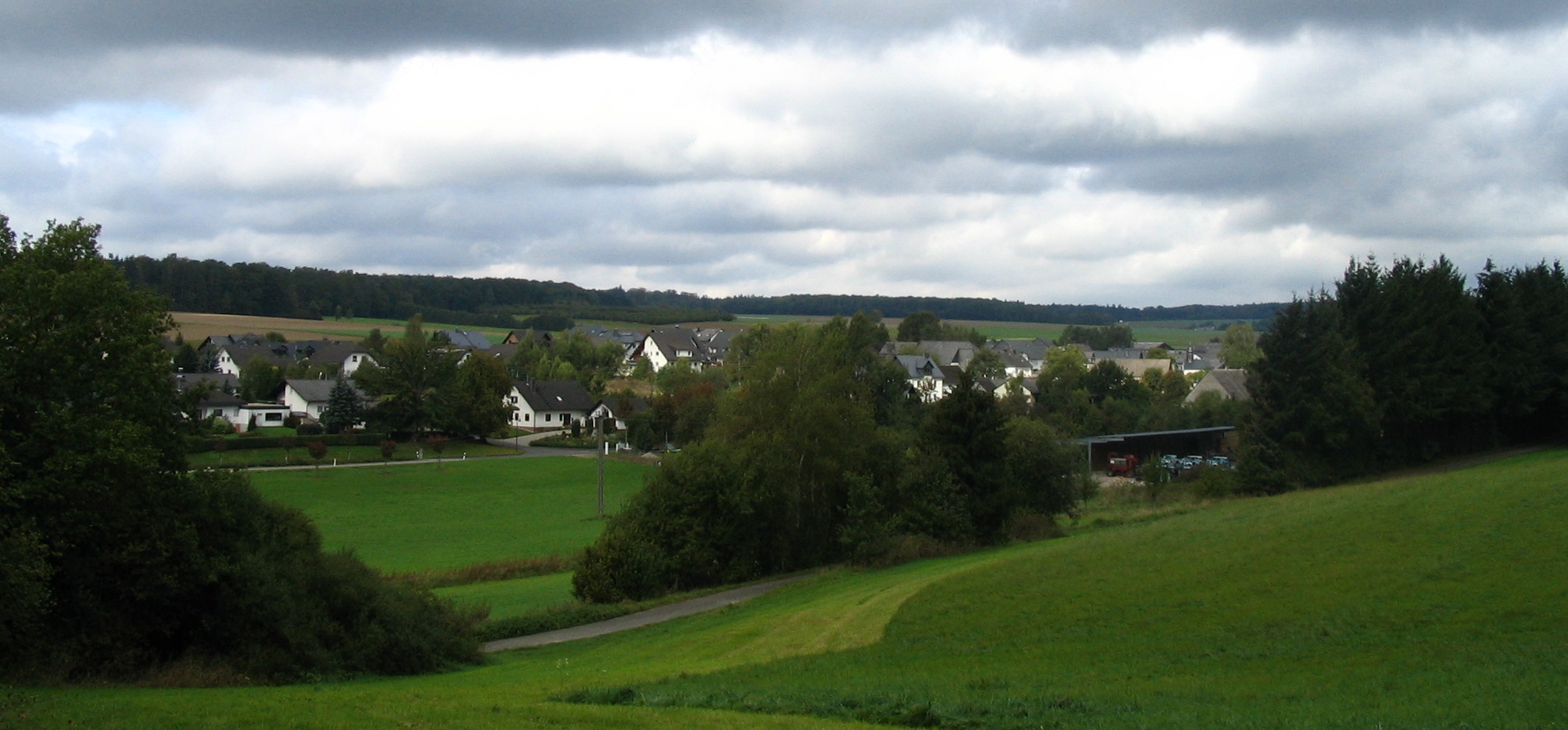
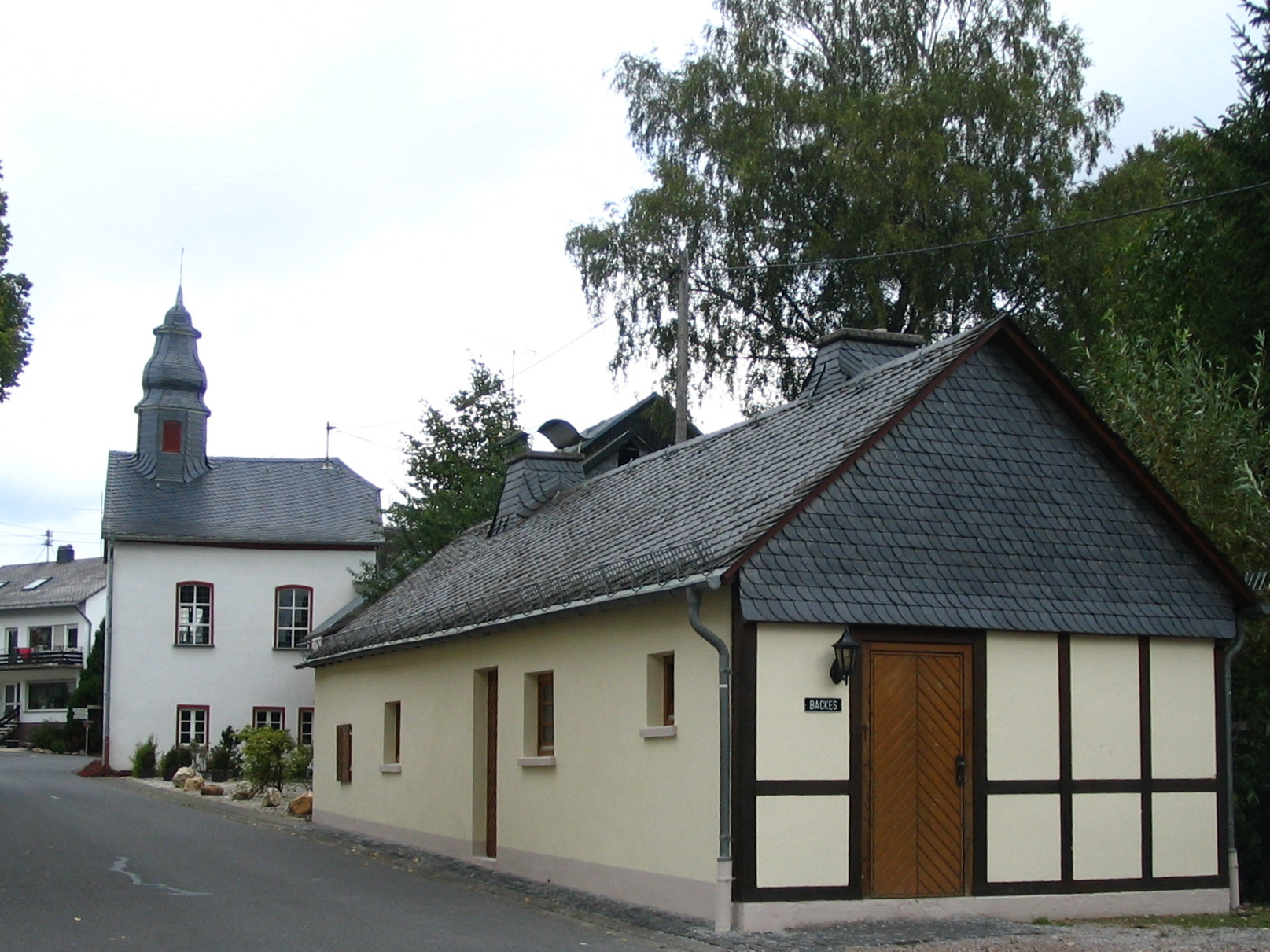
Капелла
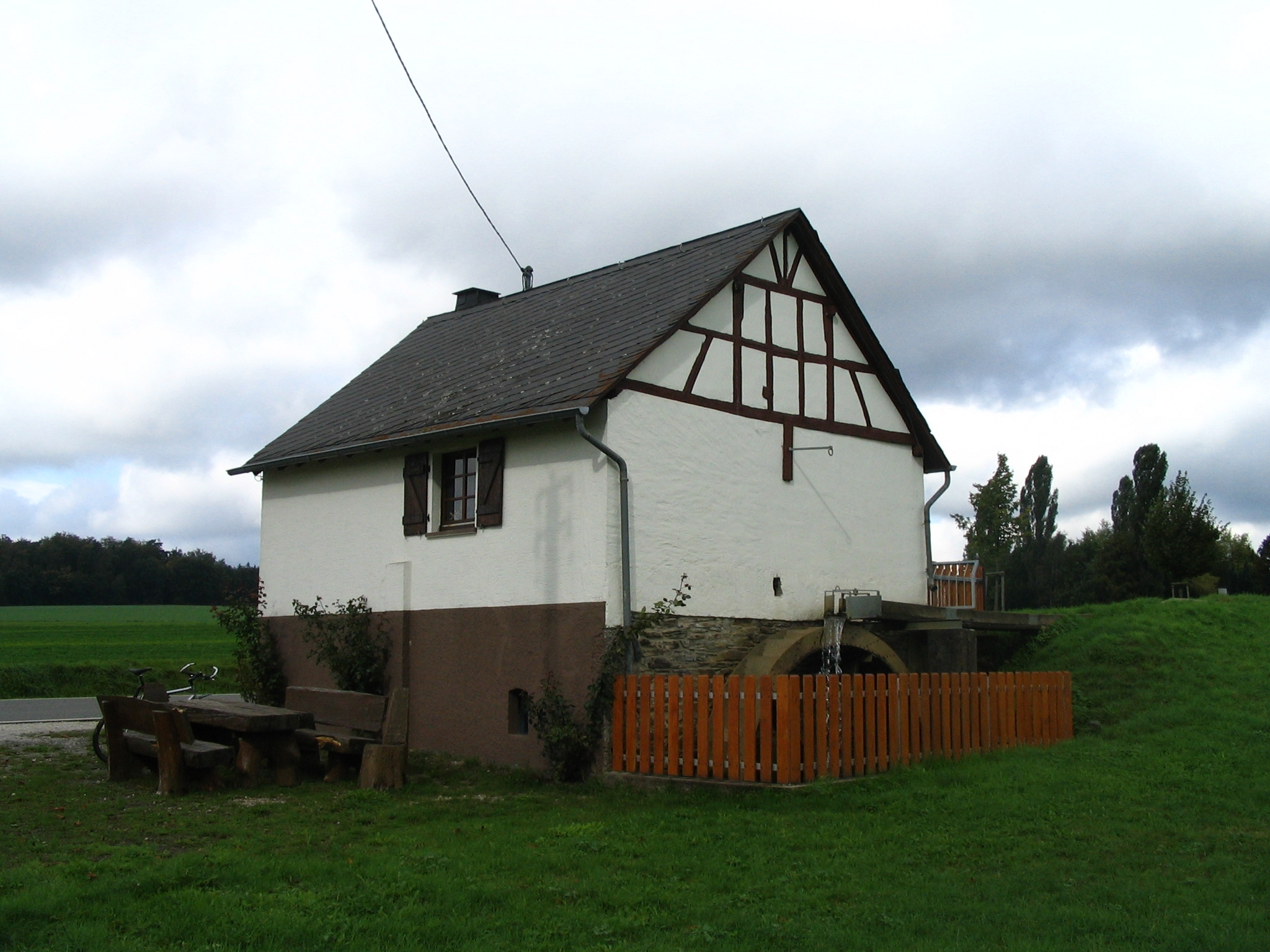